# Nick Stuifbergen
Nick Stuifbergen (6 september 1980) is een Nederlandse honkballer.
Stuifbergen is werper en slaat en gooit rechtshandig. Hij debuteerde in 1998 in de Nederlandse hoofdklasse bij Kinheim uit Haarlem. Met deze vereniging won hij tweemaal de Europa Cup II. In 2002 speelde hij twee jaar voor de Amsterdam Pirates, daarna kwam hij in 2005 en 2006 twee jaar voor HCAW uit Bussum uit en sinds 2007 speelt hij weer voor de Pirates. In 2004 werd hij tijdens het Charles Urbanus-toernooi in Bussum uitgeroepen tot Beste Werper.
In 2005 werd Stuifbergen geselecteerd voor het Nederlands honkbalteam. Zijn interlanddebuut was op 9 juli 2005 tijdens de wedstrijd tegen Italië tijdens de Europese kampioenschappen in Tsjechië. Ook nam hij deel in 2005 aan de Wereldkampioenschappen, in 2006 aan de World Baseball Classic, de European Baseball Series, de Haarlemse Honkbalweek en de Intercontinental Cup in Taiwan. In 2007 speelde hij mee tijdens het Wereldkampioenschap en de Europese Kampioenschappen waar Oranje de titel won.
Na zijn actieve topsportloopbaan was hij nog pitchingcoach van Jong Oranje, en werd hij leraar biologie bij de Daaf Gelukschool in Haarlem.
1. ↑  Schoolgids 2019 VSO Daaf Geluk, 2019